# 罗马共和国
羅馬共和國（拉丁語：Res publica Romana，拉丁語發音：[ˈreːs ˈpuːblika roːˈmaːna]），又稱元老院與羅馬人民，是公元前509年—公元前27年存在的羅馬文明國家，前接羅馬王政時期、後接羅馬帝國。公元前44年尤利烏斯·凱撒擔任終身獨裁官時，共和國面積達到鼎盛，但共和體制名存實亡；至公元前27年屋大維成爲奧古斯都後，羅馬文明進入帝政時期。

## 政治史

### 成立
據羅馬史，羅馬王政時期最後一任國王卢修斯·塔克文·苏佩布的兒子強暴了一位貴族婦女卢克丽霞，並造成此婦女自殺，其親戚布魯圖斯因此起兵推翻國王。前509年卢修斯兵敗下野並被流放，羅馬王政時代自此結束，羅馬共和國正式成立，國家由执政官、元老院及人民大會三权分立。掌握國家實權的元老院由贵族组成。执政官由羅馬會議从贵族中选举产生，行使最高行政权力。部族大会由平民和贵族构成，议会领袖称首席元老，七年一任，一人終身最多作三任，由平民大会選出。
驅逐國王後的最初十六年，羅馬陷入了長期的騷亂。前494年，當時羅馬與鄰近部落發生戰爭，羅馬平民拒絕作戰，攜帶武器離開羅馬，史稱“平民運動”，此後，貴族被迫承認了平民得以選舉保民官和召開平民大會的權利，而平民所選的保民官則負責保護平民的權利不受貴族侵犯。公元前471年，平民大會獲得特里布斯會議稱號，但其決議僅對平民有效。
前454年羅馬成立一個由貴族和平民組成的十人立法委員會。前451年，十人立法委員會頒布了一部法典，並刻在12個銅表上，稱為十二銅表法。銅表法禁止貴族與平民通婚，這也標誌著羅馬法的誕生。公元前367年李奇尼亞·塞克斯提亞法規定每年必須有一位執政官由平民擔任。前326年，取消了债务奴隶制。
罗马共和国的宪法能够被分成五个阶段。第一个阶段从公元前509年推翻君主政治开始。最后一个阶段到公元前27年，罗马共和国正式轉變為羅馬帝國為止。在共和国的历史中，法规的改革大多是由贵族和平民的衝突而引起。

### 贵族时代（公元前509年-367年）
王国最后的国王卢修斯·塔克文·苏佩布在前509年被卢基乌斯·尤尼乌斯·布鲁图斯领导的一伙贵族推翻。塔克文为了夺回权力做了许多努力，比如塔克文阴谋、与维爱和塔尔基的战争以及罗马和克鲁修姆的战争，但全部都以失败告终。王国和共和国的法规相比，最重要的差异出现在政治首脑上。在改革之前，一个国王可以被议员选举之后就终生掌握权力。但是，现在有两个执政官被选举出来任用一年。执政官可以检举他的同僚，如果执政官滥用权力，在任期结束的时候就有可能会遭到起诉。当两个执政官同时认可的时候，与旧国王的政治权利没有区别。
在公元前494年，罗马与两个邻居的部落交战，平民士兵们拒绝前去攻击敌人，反而退回到了阿文提诺山。平民们要求自己选举自己的官员，贵族们同意了，于是他们就回到了战场。平民们称这些新的官员为护民官。这些护民官可以拥有两个助手，这两个助手称为平民执政官。在公元前五世纪中，一系列的变革通过了。这些改革使一切由平民通过的法律完全有效。在公元前443年，审查制度被建立起来。从公元前375年到371年，共和国在护民官用自己的否决权阻止高级法官的选举下经历了宪法危机。

### 权利纷争（公元前367年-287年）
在公元前367年，每年需要选举一个平民執政官的法律被通过。在共和国建立后的不久，百人会议成为了主要的立法机构。在这个集会中，人们会选举法官通过法律。在执政官的职位向平民开放的之后平民就同时掌握了执政和审查的权利。在公元前342年的公民投票中对职位做出了限制一个人只能在同一时间担任一个职位，从任期结束到再选举要间隔十年。还有的法律通过禁止贷款来减轻平民的债务负担。在公元前337年，第一个平民执政官被选举出来。在这段時間，护民官和议员的关系变得越来越密切。议员们发现他们需要通过平民官员来达成他们想要达到的目标。为了取得护民官的支持议员们给予了护民官很大的权力，护民官也开始对议员们利好。在这种情况下，平民议员能够确保护民官是自家人。护民官变成了一个到高层的垫脚石。
在公元前312年前不久，公民大会通过了奥威尼亚法。在早期共和国时期，只有执政官可以指任新的议员。这个行动将这个权利转到了监察官的手中，同时也需要监察官指任新的地方法官到元老院。到此为止，平民已经把握了众多权利大的职位。也正因此平民议员快速增加。但对于不是出生在一个显赫的家族中的平民来说进入元老院依旧是非常困难的事情。老的贵族家族通过法律的力量延续着，因为只有贵族可以得到高的官位。新贵族通过社会结构重组而存在。同样的，只有革命可以推翻这个新的社会结构。
到公元前287年，平民的平均经济水平变得很差。问题集中在广范围的负债上面。平民们要求救济，但是元老院议员们拒绝处理这件事情。这最终导致了平民的脱离，平民们撤退到了Janiculum。为了结束这样的情况，一个独裁官被任命了。这个独裁官通过了《霍腾西亚法》，元老院必须同意公民大会通过的任何法案。这不是第一个要求公民大会的决定具有完全的法律效应的法条。公民大会在公元前449年通过修改草案获得了这样的权力。这个法律的重要意义是夺走了贵族对平民的最后的武器。而导致的结果就是国家的控制权转移了，不是转到了选民的身上而是转到了平民贵族身上。
平民阶级和贵族阶级在政治上取得了平等的地位。但是对于大多数的平民而言的境地并没有改变。一小部分的平民家族取得了老的权贵家族一直拥有的身份，但是新的平民贵族就像老贵族一样，变得对一般平民的困境没有兴趣。平民通过离开罗马直到拥有更多权力的时候拒绝回到罗马的方式反抗。贵族们才意识到平民对他们是多么重要，于是同意了平民们的要求。平民之后返回了罗马并继续工作。

### 新贵族的霸权（公元前287年-133年）
《霍腾西阿法》除去了贵族对付平民最后的武器，因此解决了这个时代最大的政治问题。没有这样重要的改变在公元前287年-133年发生。这个时代的重要的法律依旧是由元老院颁布。实际上，平民们安然地拥有权力，但是并不会太注意去使用它。因为这个时代的问题主要是在外交及军事政策方面，元老院在这个时代享有较高的权力。这是罗马共和国军队最活跃的时期。在这个时代的最后几十年中许多平民变得很穷。长时间的战争逼迫平民离开田地去战斗，在这期间田地就变得荒芜了。土地贵族开始以廉价收购破产的农场。伴着物价的下降，许多农场主无法确保农场的盈利，导致了无数的农场破产。许多失业的平民涌入罗马寻求政治保障。穷人们一般选举那些最照顾他们的领导人。一个新的从属文化浮现了，市民会寻找平民主义的领导人以取得救济。

### 从格拉古到凯撒（公元前133年-49年）
先前的时代能看到极大的战争上的胜利，以及极大的经济上的失败。平民们的爱国心促使他们不再寻求另外一场新的变革。现在军事情形已经稳定，只需要很少的士兵。这个和大量的奴隶被运进一同加剧了失业人士的情况。失业人士涌入罗马的潮流促使投票更倾向平民。
提比略·格拉古在公元前133年被选举当作护民官。他致力于推行限制个人拥有土地量的法案。贵族处在会损失很多财富的立场上，怨恨地反对这项法案。提比略将法案提交给了平民议会但是被马可 屋大维否决了。提比略运用平民议会弹劾屋大维。一个人民的代表站在人民的对立面是违背罗马的宪法的。如果按照逻辑来讲，这个理论会移除所有对民众意向的限制，将国家短时间把持在民众的绝对控制之下。他的法律实施了，但是提比略被300个同盟在他再选时谋杀了。
提比略的兄弟盖乌斯在公元前123年被选举为执政官。盖乌斯的最终目标是削弱元老院并加强民主力量。在过去，元老院会清除政治对手通过建设一个特殊的司法委员会或者是“元老院最终决定”。两种方法都使元老院能绕过一般公民的权利。盖乌斯宣布司法委员会不合法并且“元老院最终决定是违反宪法的。盖乌斯之后提议一个法律授予意大利盟友罗马公民的身份，这个法律并不得民意，这导致了他失去了许多支持。他在公元前121年第三次选举中失利，并被3,000元老院的支持者杀害。尽管元老院取回了局面，但是格拉古兄弟已经让平民的影响变大。
前107年，在民主派支持下，马略当选为执政官并开始实行军事改革。他推行募兵制，使大批无地或少地公民湧入军队。
前90年，为了擺脫羅馬的控制，拉丁人起义，史称同盟者戰爭。
前82年苏拉率军占领罗马。次年，迫使公民大会选举他为终身独裁官，开创了罗马历史上军事独裁的先例。前60年，凯撒、克拉苏、庞培秘密结盟，共同控制罗马政局，史称前三头同盟。前53年，克拉苏战死于安息。前48年，尤利乌斯·凱撒在内战中击败庞培，被宣布为终身独裁官，集军政大权于一身。他厉行改革，但因独裁统治而招致政敌仇视，在前44年3月15日遭以布鲁图所领导的元老院成员刺杀。

### 后凯撒時期
凯撒死后，罗马内战又起。当时罗马思想家，政治家西塞罗在得知凯撒死后立刻赶往罗马发表了一次演讲，于是民众准备拥立他成为新的罗马执政官时，他却拒绝并离开罗马，前43年，安东尼、雷必达、屋大维公开结盟，获得统治国家5年的合法权力 ，史称后三头同盟，几人由于经费缺失，所以抢夺了许多罗马富豪的家产，并且为了巩固自己的政治地位，谋害了西塞罗，随后屋大维将另外两人打败，于前27年元老院授与屋大维“奥古斯都”的尊号，建立元首制。屋大维大权在握成为事实上的皇帝，罗马共和国结束了，古罗马进入了罗马帝国时代。

## 軍事扩张史
罗马自公元前5世纪初开始，先后战胜拉丁同盟中的一些城市和伊特拉斯坎人等近邻，又征服了意大利半岛南部的土著和希腊人的城邦，成为地中海大国。羅馬軍隊的基本單位是方陣，由八千名步兵組成，他們以幾個行列深的長橫隊進入戰場，方陣又分為百人團，一個百人團號稱有一百個人。只有一些百人團能裝備前線所需昂貴的盔甲和武器；他們就成為方陣的最前幾列。其他裝備較差的人則殿後。羅馬人在戰爭方面的早期經驗，導致他們軍隊在結構戰術方面有所變動。後來採用三千六百人組成的兵團取代較大的方陣。除了保有方陣的傳統裝備——盔、盾、矛、劍之外，還有鐵製桿頭的標槍，因此使得標槍在可以遠距離擲出。這個新的組織使軍隊在戰場上有了更大的彈性。
從共和開始，幾乎所有羅馬公民都必須從軍，而且施以嚴格的訓練。另外，羅馬公民握有土地，役齡在二十七歲至六十五歲，應執政之徵召而入伍。這種徵召稱為「克拉西斯」（classis），最後演變為「階級」。第一種徵召令是下達給有能力購置全套金屬盔甲的人，有的可買兩匹馬成為重騎兵，其他種徵召令給予較貧窮的人。
公元前509-公元前315時的罗马士兵似乎一直模仿本身就在模仿希腊军队的伊特拉斯坎人。一般认为，把方阵队形的引进军队的是国王塞尔维乌斯·图利乌斯。根据记载，第一列是由最富裕的市民组成的，他们能购买最好的装备。接下来越靠后面就是越贫穷装备越差的。这种方阵的一个缺点就是它只在平坦宽阔的地形中发挥较强的作用，而在意大利半岛的中部的丘陵地区，罗马军队就会陷入不利之中。在公元前四世纪，罗马人放弃了这种编队，改由了更为灵活的支队组成的阵型。有人认为是马库斯·福利乌斯·卡米卢斯改革的，於390BC高卢人入侵后采用，但更多时候被认为是从萨莫奈人学习过来的，可能是在第二次撒姆尼战争（西元前326-304）中出现的。
前315至107年这段时期，一个五千人的包括重装和轻装步兵的军事编队为一个军团。军队的编制是在社会阶级、年龄和参战经验的基础上进行的。一个小队由一百二十人同一种类的步兵组成。小队们一般会根据这三种重步兵类型部署到三个分开的队列：每个第一列的小队都是皮革装甲士兵组成的，他们穿着青铜胸甲和插着三根长约三十厘米的矛，并且拿着包裹着铁皮的木盾。他们的武器是一把剑和两根矛。第二个步兵纵列防具和武器都和第一列基本一样，但穿的是比第一列更轻的锁子甲。第三个纵列是在罗马军队中最后的希腊重装步兵风格的一组。他们的武器和防具和第二列差不多但他们的矛更轻。这三种分级虽然仍有一定的社会阶级的影响但是，但实际上来讲年龄和参战经验的影响更重。年轻，没有作战经验的被分在第一列，老一点的有些经验的在第二队，年老经验呢丰富的会分配在第三列。重装步兵团会被许多的轻装步兵和骑兵部队支援，一般一个兵团有三百個骑兵。骑兵部队是由最富裕的骑马者组成的。还有一个附加的没有任何特殊战争角色的团队，他们跟随在第三列的后面，他们被用于填补战争中可能导致的人员空缺。轻步兵军队由1200个没有护甲的士兵组成，他们最年轻并且来自较低的社会阶级，他们配备了一把剑和一只小盾以及一些轻标枪。

### 與迦太基之间的布匿战争
前264年-前146年罗马和迦太基之间为争夺地中海沿岸的霸权发生了三次战争，被称为「布匿战争」。前264年至前241年的第一次布匿战争，主要是在地中海上的海战。一开始在西西里岛交战，接着罗马进攻迦太基的本土，迦太基被罗马打败。前218年至前201年的第二次布匿战争，三次战役中最著名的一场。迦太基主帅汉尼拔率領6万大军翻越阿尔卑斯山，入侵罗马；罗马先战败，但是罗马主力后来则出兵迦太基本土，汉尼拔被迫回军驰援，迦太基最终依然战败，丧失其全部海外领地，交出所有战舰，并向罗马赔款。此年的罗马统治下的人口达到770万人。
罗马军队是包括了其他意大利半岛的联合军队，这意味着有一半的人都是其他SOCII（公元前91年以前的意大利半岛自治部落和城邦与罗马的永久军事联盟）提供的，包括伊特鲁里亚、翁布里亚、阿普利亚、坎帕阶萨谟奈，以及南希腊的眾城邦。波力比阿斯叙述在第二次布匿战争开始时罗马组织了七十七萬人的軍隊，其中七十萬是步兵，七萬是骑兵。罗马的意大利盟友会翼型排开，大概得平衡罗马军团的人力。在300BC后一小只的海军被操控在很弱的范围，但这只海军在五十年后得到了飞跃性的成长（第一次布匿战争后）。經過一段时间改造，海军急速成长为迦太基模式的四百条船，完成後可以承载十萬个士兵，并運送军队上岸以进攻，但这支海军在布匿戰爭后规模也逐渐下降了。
布匿战争带来的巨大的人力和财力的消耗，导致了罗马支队军团短期内的衰弱。在前217年，临近第二次布匿战争开始的时候，罗马不得不正視一个长时间存在的原則，就是士兵必须同时是公民和财产拥有者。这是伴随着一些社会压力和中产阶级的大量流失而来的。罗马国家必须为士兵购置以前是士兵自行购置的武器。重装步兵的类型变得模糊不清，可能是因为国家承担兵器的提供而导致的。值得一提的是，人力的短缺给罗马的盟友为罗马提供军队带来了极大的负担。最后罗马只能开始去找雇佣兵来和军团一起战斗。
三次布匿战争所动员的人数达到了一百万以上，这是西方古典时期所动员最多人数的战争，罗马和迦太基都损失了数十万的壮丁。

### 马其顿战争：結束希臘化時代
前214年至前148年，羅馬发动過四次「马其顿战争」。
- 前214年-前205年--第一次马其顿战争，双方议和
- 前200年-前197年--第二次马其顿战争，罗马胜利
- 前171年-前168年--第三次马其顿战争，罗马胜利
- 前150年-前148年--第四次马其顿战争，罗马胜利

### 扩张至小亚細亞
經過四次馬其頓戰爭，羅馬征服了馬其頓王國并控制了整个希腊。又通过羅馬-塞琉古戰爭消滅殘存在敘利亞的希腊塞琉古帝國，控制了西亚的部分地区，建立成一个横跨非洲、欧洲、亚洲，称霸地中海的大国並且大致上結束了希腊化時代。

### 马略軍事变革
到了共和後期，由於戰事頻繁，服役時間長，農民無力維持耕作，不少農地被迫荒廢。貴族及有錢人開始兼併土地，不少以奴隸作人力的大莊園開始出現。餘下的小農戶無力與大莊園競爭，被迫賣地維持生活，境內無業遊民人數大增。因為這些羅馬公民失去土地，無力自備裝備，這嚴重威脅羅馬兵源。於是蓋烏斯·馬略當選前107年的執政官後，對古羅馬進行了一系列軍事改革，史稱馬略改革。罗马军队的结构变迁描绘了罗马军事力量的组织形式的变迁。罗马军队被分为罗马陆军和罗马海军，但在在防卫力量的现代化中，他们的区分变得不明晰。
107-27BC的马略变革中，罗马执政官盖乌斯·马略提出了一份军队改革的计划。在107BC，所有的公民，不论是否富裕，不论社会阶级，都可以加入罗马军队。这项除去了加入军队需要的财务要求的举动，持续了几个世纪才逐渐完全实现。三个种类的步兵的区分已经被取缔，取之而带的是一只单一的军队。
重装步兵军团从公民中选出来，而轻装步兵在不是公民的人中选出。而军队的高层依旧从罗马的贵族之中选出。与以前的共和国不同，罗马的军团不再是不固定的战时征兵制，而是固定的薪水佣兵制。这导致了参军的责任通常落在了那些对薪水有需求的穷人身上。这来了一个不稳定的因素——无产阶级取得了更高的地位。
罗马军团在共和国晚期几乎都是完全的重装步兵军队。军团的主要单位是队由480个步兵组成。这个单位比以前的单位要大得多，它被分为6个80人小支。每个小支又被分得更细，分成了10个幕组每组8人。骑兵比起战斗用更多得是用来侦查和跑腿。军团也有一个专们的大概有60人的炮手队。每个军团都有一个差不多同样大小的盟友团跟着。
但是罗马军队最明显的缺点是他的骑兵，尤其是他的重装骑兵。随着罗马的边境的扩展，他的敌人从大型的步兵军团变为了大型的以骑兵为基础的军队，以步兵为基础的罗马发现在一个战略的不利地位，尤其是在东部。
在罗马攻克整个地中海而导致的下降后，罗马海军又迎来了一段短暂的扩张和升级以应对一些新的需求。在凯撒的组织下一只船队在英吉利海峡组建以侵略整个不列颠；在庞培的组织下一个庞大的船队在地中海组建以清除西亚人。在接下来的内战中成千的船在希腊组建服役。

### 征戰高卢
凯撒在前58年至前50年期間征服高卢地区，使之成为罗马的高卢行省。

### 内乱
前2世纪30年代至前1世纪三十年代先后爆发了西西里奴隶起义和斯巴达克起义。在前133年至前123年實行格拉古兄弟改革。前107年，在共和派支持下，马略当选为执政官并开始实行军事改革。他推行募兵制，使大批无地或少地公民湧入军队。在前100年罗马统治下的人口达到1430万人。前90年，为了擺脫羅馬的控制，意大利人起义，史称同盟者战争。

## 宪制系统

### 罗马元老院
元老院的最终权威来自于元老院议员的尊敬和威望。这种尊重和威望是基于先例和习惯，以及元老院议员的素质和声誉。元老院通过法令，这些法令被称为。这些法令是元老院向地方官提出的正式「建议」。但在实践中，这些法令通常都是由地方官来执行的。罗马元老院的重点通常是针对外交政策的。虽然从技术上讲，它在管理军事冲突方面没有正式的作用，但元老院最终是监督这些事务的力量。这是因为元老院在国家预算和军事事务中拥有明确的权力。随着时间的推移，随着国民大会权力的衰落，元老院的权力不断扩大，元老院在普通法律制定中发挥了更大的作用。其成员通常由罗马参议院任命，参议院成员通常由罗马参议院选拔新当选的裁判官，使参议院成为一个部分选举的机构。在军事紧急时期，如1世纪的内战，这种做法变得不那么普遍，因为罗马独裁者、凯旋门或元老院本身会选择其成员。到了共和国末期，元老院可以在紧急情况下颁布「元老院紧急决定」（Senatus consultus ultimum），而不是任命独裁者。

### 人民大会
罗马公民身份不是可以轻易取得的，也是拥有许多重要的法律权利的重要前提，如审判权和上诉权、结婚权、选举权、任职权、签订有约束力的合同以及特别免税权等。一个拥有全部法律和政治权利的成年男性公民被称为，字面義爲「擁有最好的權利的」。全權的公民选举他们的议会，然后议会选举官員、颁布法律、主持死刑案件的审判、宣布战爭與和平、制定或解除条约。立法议会有两种类型。第一种是「委员会」(comitia)，它是所有法律上的乐观者的集会。第二种是「理事会」(concilia)，是特定的法律团体的集会。
公民是以百人队（Centuria）和部族（Tribus）为基础组织起来的，每个百人团和部族都会聚集成自己的大会。森都利亚大会（或译为「百人会议」）是各百人团（即士兵）的大会。百人会议的主席通常是执政官。百夫长每次投票，直到某项措施得到大多数百夫长的支持。百人会议将选举拥有帝国权力的行政官（执政官和巡抚）。它还选举检查官。只有百人会议可以宣战，批准人口普查的结果。 在某些司法案件中，其还扮演最高上诉法院的角色。
部族会议（Comitia Tributa）由执政官主持，由35个部族组成。部族不是民族或亲属群体，而是地理上的分区。三十五个部族的投票顺序是随机抽签选出的。一旦某项措施得到多数部族的支持，投票就会结束。部族会议虽然没有通过很多法律，但它确实选举了考斯特、库鲁勒-艾迪尔（Curule aediles，指能坐贵人凳的市政官）和军事法庭。 庶民议会与部落大会相同，但不包括贵族。他们选举自己的官员、平民法庭和平民议员。通常由一名平民部落长主持大会。该议会通过大多数法律，也可作为上诉法院。

### 地方执法官
每位共和国地方执法官都拥有一定的宪法权力。参议院为每个人分配了一个省。这是该职位任职者的权力范围，可以适用于某一地理区域或某一特定责任或任务。执政官的权力来自罗马人民(包括平民和贵族)。 帝王辖区由执政官和巡抚担任。严格地说，它是指挥军事力量的权力。但实际上，它在其他公共领域，如外交、司法系统等方面也拥有广泛的权力。在极端的情况下，拥有帝国权力的人能够判处罗马公民死刑。所有的裁判官还拥有强制权（coercitio）。裁判官利用这一点，通过对犯罪行为实施惩罚来维持公共秩序。 裁判官还有寻找预兆的权力和义务。这种权力也可以用来阻挠政治对手。
对裁判官权力的一种制衡叫做（合议制）。每个裁判官职位至少由两个人同时担任。另一种制衡手段是挑衅（provocatio）。在罗马时，所有公民都受到保护，不受胁迫，通过，这是正当程序的早期形式。它是人身保护令的前身。如果任何地方法官试图对公民使用国家权力，该公民可以对地方法官的决定向护民官提出上诉。此外，一旦治安法官的一年任期届满，他必须等待10年才能再次担任该职务。这就给一些执政官和巡抚带来了问题，这些治安官的任期偶尔会被延长。实际上，他们将保留该职位的权力（作为一个治安官），而不正式担任该职位
罗马共和国的执政官是最高级别的普通行政官，每人任期一年。他们保留了以前国王的一些服饰，如长袍和束棒（fasces），后者代表着实施肉刑的权力。领事权力包括国王以前的「帝权」（imperium）和任命新的元老院议员。执政官在民事和军事上都有最高权力。在罗马城内，执政官是罗马政府的首脑。他们将主持元老院和议会的工作。在国外，每位执政官将指挥一支军队。 他在国外的权力几乎是绝对的。执政官管理民法，指挥各省军队。每5年选举两名普查员，任期18个月，在此期间进行人口普查。在人口普查期间，他们可以将公民登记到元老院，也可以将他们从元老院中清除出去。夸士通常协助罗马的执政官和各省的总督。他们的职责通常是财务方面的。
由于护民官被认为是平民的化身，他们是神圣不可侵犯的。他们的神圣不可侵犯性是由平民宣誓来实现的，即在护民官的任期内杀死任何伤害或干涉护民官的人。伤害护民官、无视护民官的否决权或以其他方式干涉护民官是死罪。 在军事紧急状态下，将任命一位独裁者，任期6个月。 宪法政府将被解散，独裁者将成为国家的绝对主人。独裁者任期结束后，将恢复宪政。

## 時間觀念
罗马人把每天自日出至日落分为12时，春分和秋分时每时60分，夏至时每时75分，冬至时每时45分，並把日落到日出分为4更。

### 引用
1. 1 2 3 4 5  Taagepera, Rein. . Social Science History (Social Science History, Vol. 3, No. 3/4). 1979, 3 (3/4): 115–138 [125]. JSTOR 1170959. doi:10.2307/1170959.